# Centemodon
Centemodon là một chi phytosauria tuyệt chủng từ thời kỳ Trias muộn. Nó sống tại nơi ngày nay là Bắc Mỹ. Nó hiện được phân loại như một nomen dubium.